# Concerned
Concerned: The Half-Life and Death of Gordon Frohman este o revistă de benzi desenate online creată de către Christopher C. Livingston ce parodiază jocul video Half-Life 2. Revista este alcătuită din capturi de ecran ale jocului, personajele fiind controlate folosind Garry's Mod, un program ce facilitează manipularea motorului grafic Source, folosit de Half-Life 2. Primul număr a fost lansat la data de 1 mai 2005. Revista a fost finalizată pe data de 6 noiembrie 2006, având un total de 205 numere publicate.
Spre sfârșitul revistei, Valve Corporation, compania ce a produs Half-Life 2, a încercat inițierea unei colaborări cu Livingston, pentru a produce o ediție tipărită a benzilor desentate. În cele din urmă acest lucru s-a dovedit a nu fi posibil datorită rezoluției joase a revistei.
Benzile desenate urmăresc povestea deja epusă în Half-Life 2, prin ochii lui Gordon Frohman, un tântâlău căzut ca din Lună, ce ajunge în City 17 câteva săptămâni înaintea lui Gordon Freeman, protagonistul jocului. Umorul negru al revistei provine din contrastele cu jocul, ori din trimiterile către diferite defecte ale acestuia. În diferite ocazii, Frohman cauzează de asemenea și multe dintre circumstanțele dezastroase peste care dă Gordon Freeman în timpul jocului.
Concerned a fost primită pozitiv atât de public cât și de către critici. Unele recenzii laudă revista pentru atenția acordată narațiunii și prezentării, cât și umorul acesteia. Livingston a declarat că povestea nu va continua povestea și în Half-Life 2: Episode One, primul dintr-o serie de episoade ce urmează după Half-Life 2, din moment ce nu reprezintă „tipul de revistă pe care [ar] vrea să-l [facă]”.

## Concept
Christopher Livingston a declaract intr-un interviu acesta a început să lucreze la Concerned ca un „hobi”. În același interviu autorul a declarat că este un fan al jocului Half-Life 2, acesta fiind motivul pentru care a ales jocul ca loc de desfășurare a acțiunii din revista sa, după ce inițial a luat în considerare și lumea din Legend of Zelda, din 1987, pentru consola Nintendo Entertainment System. Livingston a mai declarat că acesta întotdeauna a „văzut revista ca având un început și un sfârșit bine definite, și care să urmărească aceleași linii deja trasate în povestea jocului”, inteția sa fiind accea de a încheia povestea din Concerned în același punct în care s-a încheiat și cea din Half-Life 2.
Autorul a mai declarat de asemenea că a considerat o revistă de benzi desenate ca fiind cel mai bun mod de a introduce umor în jocul pe care de altfel l-a descris ca fiind „misterios, emoțional [și] imersiv”.
„M-am gândit că Half-Life 2 este un joc fantastic, dar pur și simplu nu erau destule glume în el. Așa că m-am gândit că o revistă de benzi desenate ar fi un mod bun de a aduce niște umor jocului. Mi-a venit idea să-l fac pe Frohman, un idiot căzut ca din Lună, care avea să parcurgă tot jocul, exact ca și Freeman, numai că în loc să fie un erou, toată lumea să profite de pe urma lui.”—Christopher C. Livingston

## Istoria publicării
Primul număr din Concerned a fost lansat la data de 1 mai 2005, revista fiind finalizată pe 6 noiembrie 2006, având un total de 205 numere. Personajele din joc au fost controlate folosind Garry's Mod, un program ce facilitează manipularea motorului grafic Source, folosit în Half-Life 2, iar benzile desenate au fost asamblate folosing Photoshop 6.
Numele „Concerned” provine de la emisiunile de propagandă ale lui Wallace Breen, difizate în Half-Life 2, în care acesta citește o scrisoare a unui cetățean din orașul fictiv al jocului, care se semnează „Cu sinceritate, un cetățean îngrijorat”, în limba engleză „îngrijorat” fiind tradus „concerned”. De-a lungul poveștii din Concerned, Gordon Frohman trimite câteva scrisori către Dr. Breen, asemenea celei menționate anterior, intenția autorului fiind aceea de a sugera că Frohman este autorul scrisorii citite de către Breen în Half-Life 2. Numele „Frohman” al personajului principal este o formă derivată a numelui de familie al lui Gordon Freeman, protagonistul seriei Half-Life. Pe situl oficial al revistei este menționat faptul că acest nume i-a fost sugerat autorului de către Sam Golgert, o cunoștință a acestuia.
Livingston a primit de asemenea și ajotorul altor persoane de-a lungul producției revistei, printre care și Michael Clements, fondatorul sitului web PHWOnline, ce stochează benzi desenate legate de Half-Life 2, și în același timp creatorul benzilor desenate SKETCH, bazate tot pe acest joc. Acesta l-a ajutat pe Livingston la îmbunătățirea aspectului revistei sale. Greg Galcik a ajutat de asemenea la întreținerea sitului, Livingston oferindui acestuia drept mulțumire acordul de a scrie trei numere diferite pentru revistă. Un set similar de alte trei numere a fost de asemenea publicat de Joe Yuska, în timpul unei sămptămâni în care Livingston nu a putut lucra la Concerned.
Livingston a menționat în câteva interviuri că relația sa cu Valve Corporation, compania ce a produs Half-Life 2, a fost una bună, aceștia complementând revista. Potrivit autorului, compania a propus de asemenea colaborarea pentru a produce versiuni tipărite ale benzilor desenate. Acest lucru însă nu a fost posibil datorită rezoluției prea joase a imaginilor, ce nu permitea realizarea unor tipăriri clitative.

## Sinopsis

### Introducere
În Half-Life 2, jucătorul preia rolul lui Gordon Freeman. În joc acesta urmărește o povestea unui viitor distopic, întunecat, în care umanitatea a devenit sclavul Combine-ilor, o rasă extraterestră misterioasă. Concerned urmărește în mare același fir epic prezent în Half-Life 2, însă prin ochii lui Gordon Frohman, un amețit căzut ca din Lună, ce ajunge în City 17 căteva săptămâni înaintea lui Freeman. Frhoman este extrem de naiv și, spre deosebire de restul oamenilor, s-ar părea că se simte bine trăind sub conducerea administratorului totalitarist, Dr. Breen, și a extratereștrilor. Acesta chiar îi simpatizează pe cei din urmă, având chiar și o păpușă de pluș cu un soldat Combine.

## Tematică

Protagonistul întreabă cum e posibil să ţină obiecte fără a îşi folosi mâinile, o trimitere la faptul că mâinile jucătorului nu pot fi văzute în joc decât când acesta ţine o armă.

Livingston a susținut că o revistă de benzi desenate era cel mai bun mod de a evidenția câteva defecte ale jocurilor video, și în special ale jocurilor cu împușcături. Acesta a dat drept exemplu diferitele obiecte ce pot fi găsite de-a lungul nivelelor jocului, cu scopul de a ajuta jucătorul, însă care este improbabil să fie găsite în lumea reală într-un mod asemănător.
„Sunt o grămadă de lucruri de care poți să râzi în jocurile video, mai ales în cele cu împușcături, care au toate o grămadă de lucruri în comun, cum ar fi truse de prim ajutor, muniție, sau butoaie cu material explozibil împrăștiate de-a lungul nivelelor fără niciun motiv. Părea a fi locul perfect de făcut glume.”—Christopher C. Livingston
O mare parte a umorului negru din revistă rezultă din contrastele sale cu Half-Life 2: într-un viitor sumbru și întunecat al umanității, Gordon Freeman devine un erou și un salvator; Gordon Frohman pe de altă parte este o persoană oarecare, exagerat de entuziast, și oarecum desprins de lumea din jurul său. Spre exemplu, Frohman nu realizează faptul că scrisorile sale către Dr. Breen îi dezvăluie locația, aceasta urmând apoi să fie invadată, bombardată, sau compromisă într-un anume fel.
Concerned conține de asemenea și multe trimiteri către anumite evenimente sau obiecte din joc. Într-un număr, Frhoman face o greșeală și comandă prea multe butoaie cu explozibil pentru Combine, motivând astfel omniprezența acestor butoaie în interiorul și în afara City 17. În alt număr acesta scrie o scrisoare către Dr. Breen întrebând de ce abilitatea lui de a alerga este limitată de faptul că folosește o lanternă, făcând trimitere la faptul că în Half-Life 2 lanterna și abilitatea de a alerga au aceeași sursă de energie. De asemenea Ravenholm devine orașul părăsit, infestat de zombi văzut în Half-Life 2, după ce Frohman trimite o scrisoare către Dr. Breen, dezvăluid astfel locația sa. De altfel, Frohman adesea cauzează (cu sau fără intenție) multe dintre catrastofele întâlnite de Gordon Freeman.

## Aprecieri
Revista a fost primită în mod pozitiv atât de public, cât și de către critici. The Globe and Mail afirmă faptul că aceasta „se diferă față de restul benzilor desenate prin calitatea extraordinară a narațiunii și prezentării sale”. Magazinul online GGL.com a spus că „Concerned este una dintre cele mai amuzante benzi desenate online despre jocuri, și probabil cea mai bună din cele care fac referire la un singur joc, dintre acestea”, iar Irish Gamers a descris Concerned ca fiind „un BD hit”. Revista britanică Computer Gaming World a descris revista ca fiind „amuzantă”, iar PC Zone a spus că este „destul de amuzant”. Concerned a atras de asemenea atenția criticilor și în afara Statelor Unite și a Regatului Unit, magazinul românesc Level spunând că revista este o recomandare „tuturor fanilor jocului și tuturor celor care au chef să râdă în fiecare zi”.
Popularitatea revistei, cât și faptul că Livingston a declarat că nu dorește să continue povestea și în Half-Life 2: Episode One au dus la apariția unei reviste «neoficiale», numită Concerned 2: A Concerned Rip-Off: The Continuing Adventures of Gordon Frohman, și creată de către Norman N. Black, ce continuă povestea din Concerned.